# Jerry Wiltshire
Jerry Junior Wiltshire (Londra, 4 febbraio 1996) è un calciatore anglo-verginiano, difensore dell'Hampton & Richmond e della nazionale anglo-verginiana.

## Carriera

### Club
Ha giocato nella quarta divisione statunitense e nella divisione serie inglese.

### Nazionale
Nel 2019, ha esordito con la nazionale anglo-verginiana.

## Statistiche

### Cronologia presenze e reti in nazionale
| Cronologia completa delle presenze e delle reti in nazionale ― Isole Vergini Britanniche | Cronologia completa delle presenze e delle reti in nazionale ― Isole Vergini Britanniche | Cronologia completa delle presenze e delle reti in nazionale ― Isole Vergini Britanniche | Cronologia completa delle presenze e delle reti in nazionale ― Isole Vergini Britanniche | Cronologia completa delle presenze e delle reti in nazionale ― Isole Vergini Britanniche | Cronologia completa delle presenze e delle reti in nazionale ― Isole Vergini Britanniche | Cronologia completa delle presenze e delle reti in nazionale ― Isole Vergini Britanniche | Cronologia completa delle presenze e delle reti in nazionale ― Isole Vergini Britanniche |
| Data                                                                                     | Città                                                                                    | In casa                                                                                  | Risultato                                                                                | Ospiti                                                                                   | Competizione                                                                             | Reti                                                                                     | Note                                                                                     |
| ---------------------------------------------------------------------------------------- | ---------------------------------------------------------------------------------------- | ---------------------------------------------------------------------------------------- | ---------------------------------------------------------------------------------------- | ---------------------------------------------------------------------------------------- | ---------------------------------------------------------------------------------------- | ---------------------------------------------------------------------------------------- | ---------------------------------------------------------------------------------------- |
| 21-3-2019                                                                                | The Valley                                                                               | Isole Vergini Britanniche                                                                | 2 – 2                                                                                    | Turks e Caicos                                                                           | CONCACAF Nations League 2019-2020 - Qualificazioni                                       | 1                                                                                        |                                                                                          |
| 24-3-2019                                                                                | The Valley                                                                               | Isole Vergini Britanniche                                                                | 1 – 2                                                                                    | Bonaire                                                                                  | CONCACAF Nations League 2019-2020 - Qualificazioni                                       | -                                                                                        |                                                                                          |
| 11-10-2019                                                                               | Basseterre                                                                               | Isole Vergini Britanniche                                                                | 0 – 4                                                                                    | Bahamas                                                                                  | CONCACAF Nations League 2019-2020 - Fase a gironi                                        | -                                                                                        |                                                                                          |
| 13-10-2019                                                                               | Basseterre                                                                               | Isole Vergini Britanniche                                                                | 3 – 4                                                                                    | Bonaire                                                                                  | CONCACAF Nations League 2019-2020 - Fase a gironi                                        | 1                                                                                        |                                                                                          |
| 27-3-2021                                                                                | Willemstad                                                                               | Isole Vergini Britanniche                                                                | 0 – 3                                                                                    | Guatemala                                                                                | Qual. Mondiali 2022                                                                      | -                                                                                        |                                                                                          |
| 30-3-2021                                                                                | Willemstad                                                                               | Saint Vincent e Grenadine                                                                | 3 – 0                                                                                    | Isole Vergini Britanniche                                                                | Qual. Mondiali 2022                                                                      | -                                                                                        |                                                                                          |
| 3-6-2022                                                                                 | Tortola                                                                                  | Isole Vergini Britanniche                                                                | 1 – 1                                                                                    | Isole Cayman                                                                             | CONCACAF Nations League 2022-2023 - Fase a gironi                                        | -                                                                                        |                                                                                          |
| 7-6-2022                                                                                 | George Town                                                                              | Isole Cayman                                                                             | 1 – 1                                                                                    | Isole Vergini Britanniche                                                                | CONCACAF Nations League 2022-2023 - Fase a gironi                                        | -                                                                                        |                                                                                          |
| 13-6-2022                                                                                | Mayagüez                                                                                 | Porto Rico                                                                               | 6 – 0                                                                                    | Isole Vergini Britanniche                                                                | CONCACAF Nations League 2022-2023 - Fase a gironi                                        | -                                                                                        | Cap.                                                                                     |
| 23-3-2023                                                                                | Tortola                                                                                  | Isole Vergini Britanniche                                                                | 1 – 3                                                                                    | Porto Rico                                                                               | CONCACAF Nations League 2022-2023 - Fase a gironi                                        | -                                                                                        | 43’                                                                                      |
| Totale                                                                                   |                                                                                          | Presenze                                                                                 | 10                                                                                       |                                                                                          | Reti                                                                                     | 2                                                                                        |                                                                                          |